# جبل النجيلات
جبل النَجِيلاَت جبل يقع جنوب ولاية سيدي بوزيد من الجنوب الشرقي التونسي، شمال غربي مدينة الصخيرة وشمال سبخة النوال وجنوب شرقي مدينة المكناسي وجنوب غربي مدينة المزونة. يبلغ ارتفاعه 411 م.